# Haedillo (Rábanos)
Haedillo es un despoblado español del municipio de Rábanos, perteneciente a la provincia de Burgos, en la comunidad autónoma de Castilla y León.

## Toponimia
El lugar puede aparecer referido con las grafías Haedillo[cita requerida], Alhedillo y Ahedillo.

## Historia
Hacia mediados del siglo XIX, el lugar tenía contabilizada una población de veintidós habitantes. Aparece descrito en el primer volumen del Diccionario geográfico-estadístico-histórico de España y sus posesiones de Ultramar de Pascual Madoz con las siguientes palabras:

AHEDILLO: l. en la prov. aud. terr. c. g. y dióc. de Búrgos (7 leg.), part. jud. de Belórado (2), ayunt. de Villamudria y uno de los comprendidos en la ant. jurisd. de Villafranca Montes de Oca. Sit. en llano sobre las ruinas de una ermita que se titulaba S. Cosme y S. Damian, combatido por todos los vientos: el clima es fresco, y las dolencias mas comunes catarros. Consta de 8 casas de mala construccion, entre ellas la de ayunt.: la igl. parr. advocacion de San Bartolomé apostol, está servida par un cura párroco y tiene por anejao el barrio de Alba. Confina el térm. por N. con el de Galarde, por E. con el de Villafranca Montes de Oca, por S. con el de Villamudria y por O. con el de Ramel. El terreno es montuoso, de mediana calidad; le baña un arroyoy que nace en Rábanos, pasa inmediato al pueblo en donde tiene un puente de madera, uniéndose despues con el r. llamado Oca: para los usos del vecindario hay una fuente de esquisitas aguas, la cual se halla fuera del l.: por la parte de N. y E. se levanatn algunos montes poblados de roble y hayas. Los caminos están en mal estado, solo hay uno carretero que conduce á Galarde. Prod. trigo, centeno, cebada, comuña, avena, patatas, nabos, legumbres y yerbas; cria ganado vacuno, lanar y alguna caza de perdices. Pobl. 8 vec. 22 alm. cap. prod. 90,900 rs. imp. 8,864. Contr. 879 rs. 28 mrs. El presupuesto municipal asciende á 200 rs.
(Madoz, 1845, pp. 162-163)

El municipio de Alhedillo desapareció de cara al censo de 1857 y el territorio pasó a formar parte del de Rábanos.